# Интернациональное (Северо-Казахстанская область)
Интернациональное (каз. Интернациональное) — упразднённое село в Мамлютском районе Северо-Казахстанской области Казахстана. Входило в состав Воскресеновского сельского округа. Ликвидировано в 2000-е годы.

## Население
По данным переписи 1999 года, в селе проживало 96 человек (50 мужчин и 46 женщин).